# Musikjahr 1425
Liste der Musikjahre

◄◄ | ◄ | 1421 | 1422 | 1423 | 1424 | Musikjahr 1425 | 1426 | 1427 | 1428 | 1429 | ►

Weitere Ereignisse
Dieser Artikel behandelt das Musikjahr 1425.

## Ereignisse

### Heiliges Römisches Reich

#### Grafschaft Hennegau
- April: Der franko-flämische Komponist, Dichter und Kleriker Gilles Binchois begleitet William Pole, den Grafen und späteren Herzog von Suffolk, in den Hennegau. Hier soll er in einer Meinungsverschiedenheit mit zwei normannischen Dienern des Grafen über den Krieg im Hennegau für den kunstliebenden und in legendärem Luxus lebenden Herzog Philipp den Guten von Burgund Partei ergriffen haben.[1]

#### Herzogtum Mailand
- Der Augustinermönch und Komponist Beltrame Feragut ist erstmals am 1. Juli 1425 am Dom zu Mailand nachweisbar. Hier hat er bis Ende Mai 1430 die Stelle eines tenorista inne.[2][3][4]

#### Kurpfalz
- Der deutscher Theologe und Musiktheoretiker Konrad von Zabern hat sich entweder 1408 oder 1425/26 an der Artistenfakultät der Universität Heidelberg immatrikuliert.[5]

### Herzogtum Burgund
- Herzog Philipp der Gute gründet 1425 die Ste. Chapelle von Dijon, bestehend aus vier Chorknaben und einem Gesangslehrer, der ihnen „die Kunst der Musik, einschließlich Gesang, Kontrapunkt und Diskant, beibringen“ soll.[6][7]

### Italienische Staaten

#### Kirchenstaat
- Der Sänger und Komponist Richard Cardot ist von 14. Januar 1422 bis 1425 als Sänger und Kaplan in Rom in den Diensten des Papstes tätig.[8][9]
- Der franko-flämische Komponist, Sänger, Kleriker und Musikpädagoge Nicholas Grenon reist mit dem Sänger Gilles Flannel und vier Chorknaben im Jahr 1425 über Bologna nach Rom und wird dort unter Papst Martin V. (Regierungszeit 1417–1430) Meister der Chorknaben in der päpstlichen Kapelle[10][11] bis zum Jahr 1427. Während dieser Zeit (1424–1425) ist er „in absentia“ Kanoniker an Saint Donatien in Brügge.
- Der italienische Komponist und Musiktheoretiker Ugolino von Orvieto ist seit 1415 Kanoniker in der Kathedrale von Forlì und wurde 1425 zum Archidiakon ernannt.[12]
- Der Sänger und Priester Johannes Vincenet ist in der päpstlichen Kapelle tätig.[13]
- In den Jahren 1425–1427 und 1436–1437 gibt es Versuche Knaben als Chorsänger der päpstlichen Kapelle in Rom einzusetzen. Beide Versuche scheitern und es bleibt beim Einsatz ausschließlich erwachsener Sänger, wobei „der Sopranpart ... zunächst von Falsettisten und ab Mitte des 16. Jahrhunderts zunehmend von Kastraten gesungen“ wird.[14]

#### Mantua
- Der Humanist und Lehrer Vittorino da Feltre lebt ab 1425 in Mantua und lehrt auch Musiktheorie.[15]

#### Republik Florenz
- Der Organist und Komponist Giovanni Mazzuoli lässt sich von 1420 bis 1425 mehrfach als Organist der Kathedrale Santa Maria del Fiore in Florenz nachweisen.[16]
- Der Notar, Richter, Organist und Komponist Piero Mazzuoli vertritt 1425 seinen Vater Giovanni Mazzuoli als Organist der Kathedrale Santa Maria del Fiore in Florenz und wird dieses Amt nach dessen Tod am 13. Mai 1426 übernehmen.[17]

#### Republik Venedig
- Prepositus Brixiensis wird von 1421 bis 1425 als Kantor in den Gehaltslisten der Kathedrale von Padua geführt.[18][19]
- Der Komponist Antonius Romanus wird 1425 in einer Notariatsurkunde als cantor S. Marci, als Kantor des Markusdoms in Venedig erwähnt.[20][21]

### Königreich England
- Der Komponist John Forest ist wahrscheinlich von 1425 bis zu seinem Tod dean (Dekan) in Wells.[22] Einige seiner Kompositionen werden 1425 in das Old Hall Manuscript aufgenommen.[23]
- Der Komponist Knyff ist ungefähr von 1425 bis 1450 aktiv.[24]
- Der Komponist Ricardus Markham ist ungefähr von 1425 bis 1450 aktiv.[25]
- Der Komponist Neweland ist ungefähr von 1425 bis 1450 aktiv.[26]
- Der Komponist John Pyamour ist um 1415 bis 1425 aktiv. Er war Chorsänger König Heinrichs V. von England und ist von mindestens 1419 bis 1426 als clerk (Schreiber) in der Royal Household Chapel tätig.[27]
- Die Kathedrale in York erhöht 1425 die Zahl der Chorsänger von sieben auf zwölf.[28]

### Königreich Frankreich
- Der Komponist Reginaldus Libert ist ungefähr von 1425 bis 1435 aktiv.[29]
- Der Komponist Johannes Reson, wahrscheinlich von französischer Abstammung, ist ungefähr von 1425 bis 1435 aktiv.[30]

### Königreich Polen
- Der Dichter und Komponist Petrus Wilhelmi de Grudencz studiert von 1418 bis 1430 an der Universität Krakau und macht 1425 seinen Bachelor.[31][32]

## Kompositionen und Schriften
- Prosdocimus de Beldemandis – Tractatus musice speculative, 1425 (musiktheoretisches Werk)[33][34]
- Jo Carlay – Onques depuis zu drei Stimmen, um 1425 bis 1450 (Chanson)[35]
- Guillaume Dufay
  - J’ay mis mon cuer et ma pensee zu drei Stimmen, 1425 (Akrostichon, vielleicht für die Hochzeit von Elisabetta Malatesta da Rimini mit Piergentile Varano)[36]
  - Je me complains piteusement zu drei Stimmen, 1425[36]
- Zhu Quan – Shenqi mipu (Wunderbare und geheime Notation), 1425 (64 Kompositionen: 16 aus der nördlichen Song-Dynastie (960–1127) und früher sowie 48 aus der südlichen Song-Dynastie)[37][38]
- Oswald von Wolkenstein – 108 Liedtexte und Melodien in der Wiener Liederhandschrift A, 1425 bzw. 1427–1436[39]

## Instrumentenbau
- Die älteste bekannte Darstellung eines Clavichords findet sich in einem geschnitzten Altarbild in Minden aus dem Jahr 1425.[40][41]

## Geboren

### Geboren vor 1425
- Jo Rondelly, Komponist († unbekannt)[42]

### Geboren um 1425
- Joan Cornago, spanischer Komponist († nach 1475)[43]
- Jean Cousin, französischer oder frankoflämischer Komponist und Sänger († nach 1474)[44]
- Ulrich Han, deutscher Drucker († nach 1478)[45]
- Stephan Kaschendorff, Orgelbauer († 1499)[46][47]
- Johannes Regis, franko-flämischer Komponist († 1496)[48][49]
- Ulrich Schubinger, deutscher Bläser († 1491)[50]

## Gestorben

### Gestorben nach 1425
- Prepositus Brixiensis, Komponist (* vor 1405)[51]